# 천국과 지옥 (1956년 영화)
《천국과 지옥》(Between Heaven And Hell)은 미국에서 제작된 리처드 플레이셔 감독의 1956년 드라마, 전쟁 영화이다. Francis Irby Gwaltney의 소설 The Day the Century Ended에 기반을 둔다. 로버트 와그너 등이 주연으로 출연하였고 데이비드 와이스바트 등이 제작에 참여하였다.

## 출연

### 주연
- 로버트 와그너
- 테리 무어

### 조연
- 버디 엡슨
- 로버트 케이스
- 브래드 덱스터
- 마크 데이먼
- 켄 클락
- 하비 렘벡
- 스킵 호미어
- L.Q. 존스
- 토브 앤드류즈
- 비프 엘리어트
- 바트 번즈

## 기타
- 미술: 라일 R. 휠러
- 의상: 메리 윌즈